# Lucas Villalba Jaume
Lucas Martín Villalba Jaume (Montevideo, Uruguay, 11 de mayo de 2001) es un futbolista uruguayo que juega de delantero o mediocampista en el Club Nacional de Football de la Primera División de Uruguay.

## Trayectoria

### Tacuarembó F.C.
Tras realizar el proceso de juveniles en Club Atlético Boston River, club en el que no llegó a debutar, firma contrato con el Tacuarembó Fútbol Club para la disputa  del Campeonato Uruguayo de Primera División Amateur 2022 y la Copa AUF Uruguay 2022. Con el conjunto rojo del norte se consagra campeón de la divisional, consiguiendo el ascenso a la Segunda División. En 2023 se queda en el rojiblanco, donde tuvo un buen desempeño individual a pesar del mal año de su equipo.

### Montevideo City Torque
En el año 2024 cambia de equipo pero no de divisional, pasando al Montevideo City Torque. Con el conjunto ciudadano lograría el ascenso a la Primera División de Uruguay.

### Club Nacional de Football
El 20 de enero de 2025 se confirma la venta del jugador al Club Nacional de Football, que pagó USD 800.000 por el 60% de la ficha del jugador en un contrato a tres años. El mismo día de su firma de contrato y presentación como futbolista del plantel, debuta en un partido amistoso contra Peñarol anotando un gol en la última jugada del partido, que valiera el 3-1 final del encuentro.
El 28 de mayo de 2025, en la victoria de Nacional por 1-0 contra Atlético Nacional por Copa Libertadores, Villalba registró un pico máximo de velocidad de 38.3 km/h, lo que lo convirtió en el futbolista más rápido del mundo tras superar la marca de Micky van de Ven.

## Estadísticas

### Clubes
Actualizado al 14 de mayo de 2025. No se incluyen datos de partidos amistosos o disputados en divisionales amateur.
| Club                             | Div.          | Temporada     | Liga  | Liga  | Liga   | Copas nacionales | Copas nacionales | Copas nacionales | Copas internacionales | Copas internacionales | Copas internacionales | Total | Total | Total  |
| Club                             | Div.          | Temporada     | Part. | Goles | Asist. | Part.            | Goles            | Asist.           | Part.                 | Goles                 | Asist.                | Part. | Goles | Asist. |
| -------------------------------- | ------------- | ------------- | ----- | ----- | ------ | ---------------- | ---------------- | ---------------- | --------------------- | --------------------- | --------------------- | ----- | ----- | ------ |
| Tacuarembó · Uruguay             | 3.ª           | 2022          | 16    | 1     | -      | 1                | 0                | 0                | —                     | —                     | —                     | 17    | 1     | 0      |
| Tacuarembó · Uruguay             | 2.ª           | 2023          | 27    | 3     | 4      | 0                | 0                | 0                | —                     | —                     | —                     | 27    | 3     | 4      |
| Tacuarembó · Uruguay             | Total club    | Total club    | 43    | 4     | 4      | 1                | 0                | 0                | -                     | -                     | -                     | 44    | 4     | 4      |
| Montevideo City Torque · Uruguay | 2.ª           | 2024          | 30    | 6     | 3      | 6                | 0                | 4                | —                     | —                     | —                     | 36    | 6     | 7      |
| Montevideo City Torque · Uruguay | Total club    | Total club    | 30    | 6     | 3      | 6                | 0                | 4                | -                     | -                     | -                     | 36    | 6     | 7      |
| Nacional · Uruguay               | 1.ª           | 2025          | 13    | 3     | 3      | 1                | 0                | 0                | 4                     | 0                     | 3                     | 18    | 3     | 6      |
| Nacional · Uruguay               | Total club    | Total club    | 13    | 3     | 3      | 1                | 0                | 0                | 4                     | 0                     | 3                     | 18    | 3     | 6      |
| Total carrera                    | Total carrera | Total carrera | 86    | 13    | 10     | 8                | 0                | 4                | 4                     | 0                     | 3                     | 98    | 13    | 17     |

### Campeonatos nacionales
| Título                   | Equipo     | País    | Año  |
| ------------------------ | ---------- | ------- | ---- |
| Primera División Amateur | Tacuarembó | Uruguay | 2022 |
| Supercopa Uruguaya       | Nacional   | Uruguay | 2025 |